# Галкин, Владислав Иванович
Владисла́в Ива́нович Га́лкин (род. 3 апреля 2002, Красногорск, Московская область) — российский футболист, полузащитник клуба «Велес».

## Клубная карьера
Родился в Красногорске.
С 2008 года занимался в ДЮСШ клуба «Зоркий», первый тренер Сергей Кондрахин. В финале детского Кубка ВТБ забил два гола, после чего летом 2016 года перешёл в академию московского «Динамо». Тренировался у Алексея Колокольчикова и Филиппа Соколинского. В турнире молодёжных команд дебютировал 26 апреля 2019 года. 
10 августа 2020 провёл первый матч в первенстве ПФЛ за «Динамо-2». 
22 сентября 2021 года дебютировал за основную команду «Динамо» в игре Кубка России против ставропольского «Динамо». 21 ноября 2021 года в домашнем матче против тульского «Арсенала» провёл первый матч в РПЛ, выйдя на 82-й минуте.
15 февраля 2022 года перешёл в латвийский РФС на правах аренды. 19 марта 2022 года дебютировал за РФС, выйдя на замену на 79-й минуте в матче против клуба «Даугавпилс». Всего за РФС провёл 9 игр и отметился 2 голами. Также провёл 6 матчей за фарм-клуб - РФС-2.
15 июля 2023 года перешёл в «Акрон» на правах аренды. 16 июля 2023 года дебютировал в Первой лиге в гостевом матче против «КАМАЗа». По итогам сезона, с клубом стал бронзовым призёром первенства и одержав победу в стыковых матчах вышел в РПЛ.
6 июня 2024 года на правах свободного агента подписал контракт с московским «Торпедо». В сезоне 2024/25 с клубом стал серебряным призёром Первой лиги. 4 июля 2025 года контракт с клубом был расторгнут по соглашению сторон.
18 августа 2025 года пополнил состав клуба «Велес».

## Карьера в сборной
В 2017—2018 годах сыграл шесть товарищеских матчей за юношескую сборную России под руководством Дмитрия Хомухи.

## Статистика выступлений
| Выступление         | Выступление      | Выступление      | Лига | Лига | Кубки | Кубки | Еврокубки | Еврокубки | Стыковые матчи | Стыковые матчи | Итого | Итого |
| Клуб                | Лига             | Сезон            | Игры | Голы | Игры  | Голы  | Игры      | Голы      | Игры           | Голы           | Игры  | Голы  |
| ------------------- | ---------------- | ---------------- | ---- | ---- | ----- | ----- | --------- | --------- | -------------- | -------------- | ----- | ----- |
| Динамо (Москва)     | РПЛ              | 2021/22          | 1    | 0    | 1     | 0     | —         | —         | —              | —              | 2     | 0     |
| Динамо (Москва)     | Итого            | Итого            | 1    | 0    | 1     | 0     | —         | —         | —              | —              | 2     | 0     |
| → Динамо-2 (Москва) | ПФЛ              | 2020/21          | 23   | 8    | —     | —     | —         | —         | —              | —              | 23    | 8     |
| → Динамо-2 (Москва) | Второй дивизион  | 2021/22          | 9    | 4    | —     | —     | —         | —         | —              | —              | 9     | 4     |
| → Динамо-2 (Москва) | Итого            | Итого            | 32   | 12   | —     | —     | —         | —         | —              | —              | 32    | 12    |
| → РФС               | Высшая лига      | 2022             | 9    | 2    | 0     | 0     | 0         | 0         | —              | —              | 9     | 2     |
| → РФС               | Итого            | Итого            | 9    | 2    | 0     | 0     | 0         | 0         | —              | —              | 9     | 2     |
| → РФС-2             | Первая лига      | 2022             | 6    | 0    | —     | —     | —         | —         | —              | —              | 6     | 0     |
| → РФС-2             | Итого            | Итого            | 6    | 0    | —     | —     | —         | —         | —              | —              | 6     | 0     |
| → Динамо-2 (Москва) | Вторая лига      | 2022/23          | 20   | 4    | —     | —     | —         | —         | —              | —              | 20    | 4     |
| → Динамо-2 (Москва) | Итого            | Итого            | 20   | 4    | —     | —     | —         | —         | —              | —              | 20    | 4     |
| → Акрон             | Первая лига      | 2023/24          | 27   | 2    | 3     | 0     | —         | —         | 0              | 0              | 30    | 2     |
| → Акрон             | Итого            | Итого            | 27   | 2    | 3     | 0     | —         | —         | 0              | 0              | 30    | 2     |
| Торпедо (Москва)    | Первая лига      | 2024/25          | 21   | 2    | 2     | 0     | —         | —         | —              | —              | 23    | 2     |
| Торпедо (Москва)    | Итого            | Итого            | 21   | 2    | 2     | 0     | —         | —         | —              | —              | 23    | 2     |
| Всего за карьеру    | Всего за карьеру | Всего за карьеру | 116  | 22   | 6     | 0     | 0         | 0         | 0              | 0              | 122   | 22    |

## Достижения
«Динамо» (Москва)
- Победитель молодёжного первенства России: 2019/20
- Бронзовый призёр молодёжного первенства России: 2018/19
- Итого : 1 трофей

«Акрон»
- Бронзовый призёр Первой лиги: 2023/24

«Торпедо» (Москва)
- Серебряный призёр Первой лиги: 2024/25